# Thiers, Puy-de-Dôme
Thiers là một xã trong tỉnh Puy-de-Dôme, thuộc vùng hành chính Auvergne-Rhône-Alpes của nước Pháp, có dân số là 13.338 người (thời điểm 1999). Thiers nằm cạnh dòng sông nhỏ Durolle.

## Nhân khẩu học
| 1882   | 1962  | 1968  | 1975  | 1982  | 1990  | 1999  |
| ------ | ----- | ----- | ----- | ----- | ----- | ----- |
| 16 343 | 16369 | 16623 | 16567 | 16018 | 14832 | 13338 |